# Pseudozumia bimaculata
Pseudozumia bimaculata är en stekelart som först beskrevs av Edmund Meade-Waldo 1911.
Pseudozumia bimaculata ingår i släktet Pseudozumia och familjen Eumenidae. Inga underarter finns listade i Catalogue of Life.